# Pillanallur
Pillanallur là một thị xã panchayat của quận Namakkal thuộc bang Tamil Nadu, Ấn Độ.

## Nhân khẩu
Theo điều tra dân số năm 2001 của Ấn Độ, Pillanallur có dân số 9213 người. Phái nam chiếm 50% tổng số dân và phái nữ chiếm 50%. Pillanallur có tỷ lệ 67% biết đọc biết viết, cao hơn tỷ lệ trung bình toàn quốc là 59,5%: tỷ lệ cho phái nam là 77%, và tỷ lệ cho phái nữ là 57%. Tại Pillanallur, 9% dân số nhỏ hơn 6 tuổi.